# GigaPop
El GigaPop (gigabit Point of Presence) es un punto de acceso a internet que admite, al menos, una conexión de un gigabit por segundo. Son los encargados de enrutar el tráfico en redes de alta velocidad, además puede dar preferencia al tráfico y debe suministrar la seguridad requerida por algunas aplicaciones.
A los GigaPops se conectan las redes académicas y otras redes que tengan acceso a la red de alta velocidad, por tanto, se puede decir que son el principio y el final de la red.
Los Gigapops se han de conectar a otros GigaPops para dar servicio y deben colaborar entre ellos para alcanzar el ancho de banda deseado y demás objetivos, además los paquetes perdidos tanto dentro del GigaPop como en su viaje a través de la red, debe ser muy próximo a cero.
Algunos GigaPops disponen de backbones que se encargan de conectar las redes de alta velocidad con internet.

## Tipos
Se pueden distinguir dos tipos de GigaPops:
- Tipo 1: Permite el tráfico sólo entre miembros de la misma red.
- Tipo 2: Permite el tráfico entre su propia red y otras de alta velocidad, así como con Internet.

- Datos: Q5879407